# Estelle Morris
Estelle Morris, baronne Morris de Yardley, (née le 17 juin 1952) est une femme politique du Parti travailliste britannique, qui est députée de Birmingham Yardley de 1992 à 2005, et secrétaire d'État à l'Éducation de 2001 à 2002. 
En tant que secrétaire d'Etat à l'Éducation, elle est célèbre pour avoir supprimé les langues modernes obligatoires des écoles secondaires d'Angleterre en 2002.

## Jeunesse
Morris est née à Manchester dans une famille politique. Son oncle, Alf Morris, est député travailliste de Manchester Wythenshawe (1964-1997) et son père, Charles Morris, est député travailliste de Manchester Openshaw (1963-1983) et un responsable du syndicat des postes, qui a épousé Pauline Dunn. Elle fréquente l'école primaire Rack House à Wythenshawe et le lycée Whalley Range à Whalley Range où elle échoue à ses examens.
Elle est diplômée du Coventry College of Education  où elle obtient un BEd en 1974. Morris se souvenait de la directrice de longue date, Joan Dillon Browne (1912-2009), comme «une pionnière en montrant ce que les femmes pouvaient accomplir, bien avant que ce ne soit à la mode». Morris est professeur d'éducation physique et de sciences humaines à la Sidney Stringer School du centre-ville de Coventry de 1974 à 1992, devenant directeur des études et membre du conseil de district de Warwick de 1979 à 1991.

## Carrière parlementaire
Elle est élue au Parlement en 1992 pour Birmingham Yardley, prenant le siège aux conservateurs avec une majorité de seulement 162 voix. Elle devient ministre au Département de l'éducation et de l'emploi en 1997 et est promue secrétaire d'État à l'Éducation en 2001. Elle est la première ancienne enseignante de l'école polyvalente à occuper ce poste. Elle démissionne de son poste en octobre 2002, expliquant qu'elle ne se sentait pas à la hauteur de l'emploi. Elle s'est engagée auprès du secrétaire conservateur de l'Éducation fantôme de l'époque, David Willetts à démissionner si les objectifs en littératie et numératie n'étaient pas atteints. Dans les entretiens qui ont suivi sa démission, elle déclare qu'elle s'est sentie plus heureuse et plus efficace en tant que ministre de l'Éducation subalterne.
Elle rejoint le gouvernement en 2003 en tant que ministre des Arts au Département du Numérique, de la Culture, des Médias et du Sport, et provoque des commentaires lorsqu'elle admet qu'elle ne connait pas grand-chose à l'art contemporain. Elle démissionne du gouvernement et ne se représente pas comme députée aux élections générales de 2005. Sa circonscription est remportée par les libéraux-démocrates lors de ces élections.
Elle est créée baronne Morris de Yardley, de Yardley dans le comté de West Midlands, le 14 juin 2005.

## Carrière professionnelle
Entre 2005 et 2009, elle est vice-chancelière exécutive de l'université de Sunderland. En mai 2005, elle est nommée présidente du Children's Workforce Development Council. En septembre 2005, elle succède à Helena Kennedy en tant que présidente du National Children's Bureau. De plus, depuis septembre 2005, elle est membre du conseil des orfèvres de l'université de Londres et elle est actuellement présidente du Conseil,. Depuis 2007, elle est présidente du groupe exécutif de l'Institute for Effective Education de l'université d'York.
Morris est présidente de l'association caritative médicale APS Support UK pour le syndrome des antiphospholipides et marraine des fondations de Hanovre.
En 2004, elle reçoit des doctorats honorifiques en arts de l'université métropolitaine de Leeds et en éducation de l'université de Wolverhampton. Elle reçoit un doctorat honorifique en lettres de l'université de Bradford le 21 juillet 2005 et de l'université de Chester le 18 mars 2011 et le 18 juillet 2007, un doctorat honorifique en éducation de l'Université métropolitaine de Manchester en reconnaissance de sa contribution à l'éducation tout au long de sa carrière en tant qu'enseignante et personnalité politique. Elle reçoit une bourse honorifique en 2007 de l'université de Cumbria.